# Ignaz Johann Berger
Ignaz Johann Berger (tschechisch Ignác Jan Berger; * 8. Juli 1822 in Neutitschein; † 29. Juni 1901 in Wien) war ein mährischer Maler.

## Leben
Ignaz Johann Berger ist der Vater des Malers Julius Victor Berger. Nach Lehrjahren im Maler- und Bildhaueratelier seines Onkels Anton Berger (1797–1867) in Neutitschein unternahm er 1841 eine Studienreise nach Wien. Nach seiner Rückkehr arbeitete er wieder im Atelier seines Onkels. Wie dieser war er vor allem in Mähren und Österreichisch-Schlesien tätig. Neben Porträts schuf er zahlreiche religiöse Gemälde und Passionszyklen sowie Genre- und Historienbilder im Stil des Biedermeier.

## Werke (Auswahl)
- Nový Jičín, Kirche Maria Verkündigung: Mehrere Gemälde und Kreuzwegstationen[2]
- Filialkirche in Liskovec: Kreuzwegstationen[3]
- Seibersdorf, Pfarrkirche Mariä Himmelfahrt: Chorgemälde Mariä Himmelfahrt (1884)
- Grügau, Kapelle des hl. Johannes von Nepomuk: Zwei Gemälde[4]
- Einzelne seiner Werke befinden sich im Stadtmuseum in Nový Jičín[5]
- Zabrzeg, Kreuzwegstationen